# Organización de Pioneros Ernst Thälmann
La Organización de Pioneros Ernst Thälmann (en alemán: Pionierorganisation Ernst Thälmann) fue una organización infantil y juvenil de la antigua República Democrática Alemana (RDA) formada por niños y jóvenes con edades que iban desde los 6 hasta los 14 años.

## Introducción
Los jóvenes pioneros de la antigua RDA fueron nombrados así en memoria de Ernst Thälmann, el anterior líder del Partido Comunista de Alemania (KPD), Thälmann fue ejecutado por el gobierno del Tercer Reich, en el campo de concentración de Buchenwald.

## Historia
Los jóvenes pioneros fueron fundados oficialmente el 13 de diciembre de 1948 durante el XVII congreso de la Juventud Libre Alemana (FDJ). Los pioneros de Thälmann eran una organización política de masas creada para los niños de la RDA. La organización estaba dirigida por el partido político SED a través de la FDJ. A partir de 1949, su presidenta fue Margot Feist, quien más tarde se convirtió en la esposa del presidente Erich Honecker. En 1949 la organización empezó a publicar un periódico llamado Der Junge Pionier (en español: El Joven Pionero), en 1958 comenzó a publicar un periódico llamado Die Trommel (en español: El Tambor).  
Durante las décadas de 1960 y 1970, casi todos los niños y jóvenes en edad escolar desde los 6 hasta los 14 años, formaban parte de los jóvenes pioneros de Thälmann. La organización de pioneros fue fundada el 13 de diciembre de 1948, ambas organizaciones se separaron en 1989 después de la caída del muro de Berlín y la posterior reunificación alemana. Desde 1952, la organización de los pioneros llevaba el nombre de Ernst Thälmann. En noviembre de 1989, hubo disturbios en las ciudades de la RDA y una manifestación en Leipzig. La noche antes del 40 aniversario de la RDA, hubo un desfile tradicional de antorchas realizado por la FDJ que fue acompañado por gritos de "Gorbi, Gorbi!" (Esos hechos, así como canciones de la FDJ y los pioneros, son mostrados en la película alemana Good Bye Lenin!). En agosto de 1990, después de la caída del muro de Berlín y poco antes de la reunificación alemana, se disolvió la organización de pioneros Ernst Thälmann. Desde entonces, no ha habido organizaciones de pioneros en Alemania.

## Lema y saludo
El lema de los pioneros era: "Für frieden und sozialismus seid bereit, immer bereit", (por la paz y el socialismo, estad preparados, siempre preparados), esto generalmente se acortaba a: "Estad preparados, siempre preparados". Una persona decía la primera parte de la frase: "Estad preparados", luego los pioneros respondían: "Siempre preparados".

## Uniforme

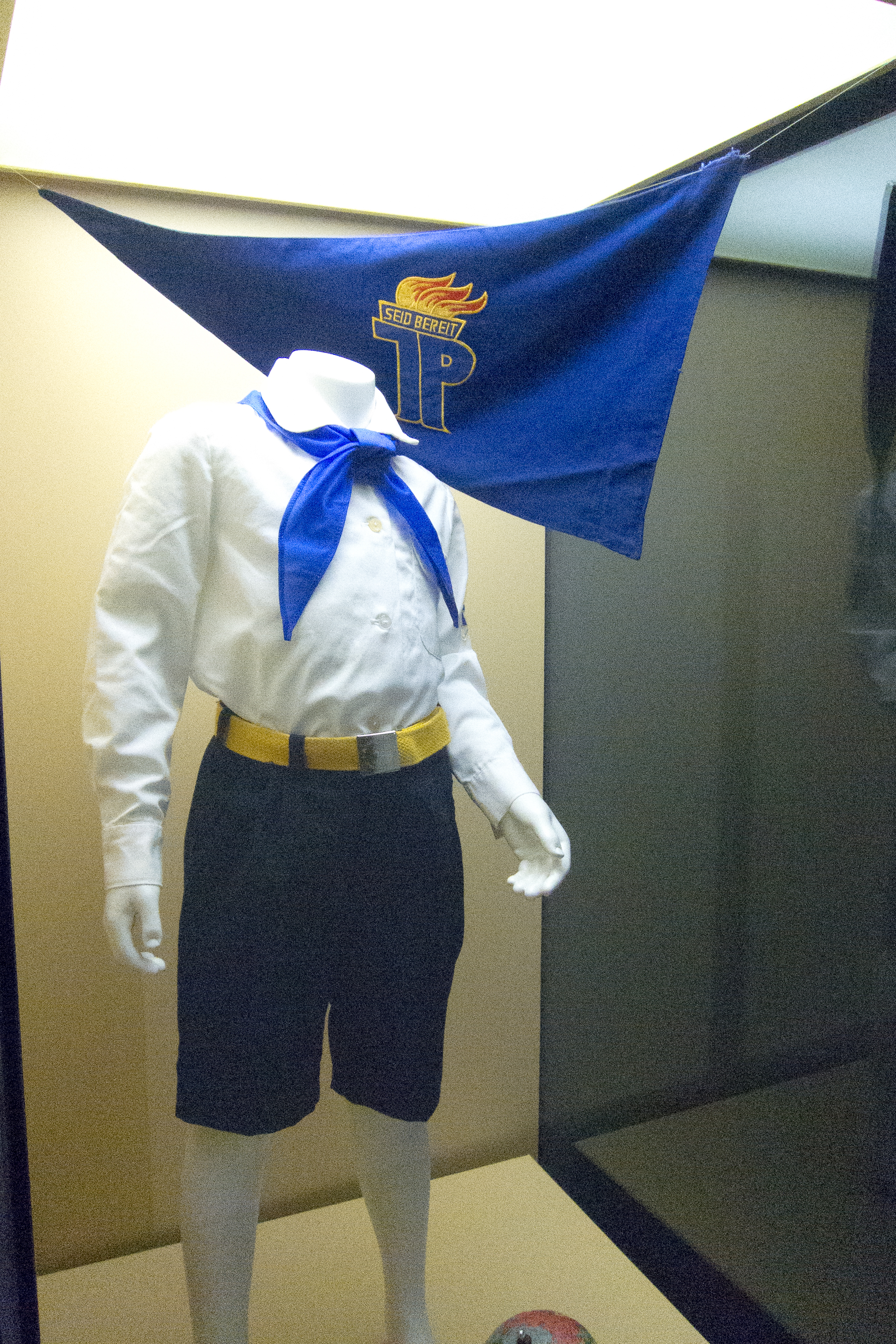
Uniforme de los Jóvenes Pioneros.

El uniforme de los pioneros consistía en camisas blancas y blusas compradas por sus padres, junto con pantalones o faldas azules hasta la década de 1970 y que se usaban en ocasiones especiales. Pero a menudo lo único que se usaba era el signo más importante del comunismo alemán, la corbata triangular. La corbata al principio era de color azul, pero a partir de 1973, los pioneros de Thälmann llevaron una corbata roja como los pioneros de la Unión Soviética, mientras que los jóvenes pioneros seguían llevando la corbata azul. Los pioneros usaban sus uniformes en los eventos políticos y en los días festivos estatales, así como en las manifestaciones de los trabajadores del día uno de mayo, así como en los festivales escolares y en los eventos de pioneros.

## Membresía

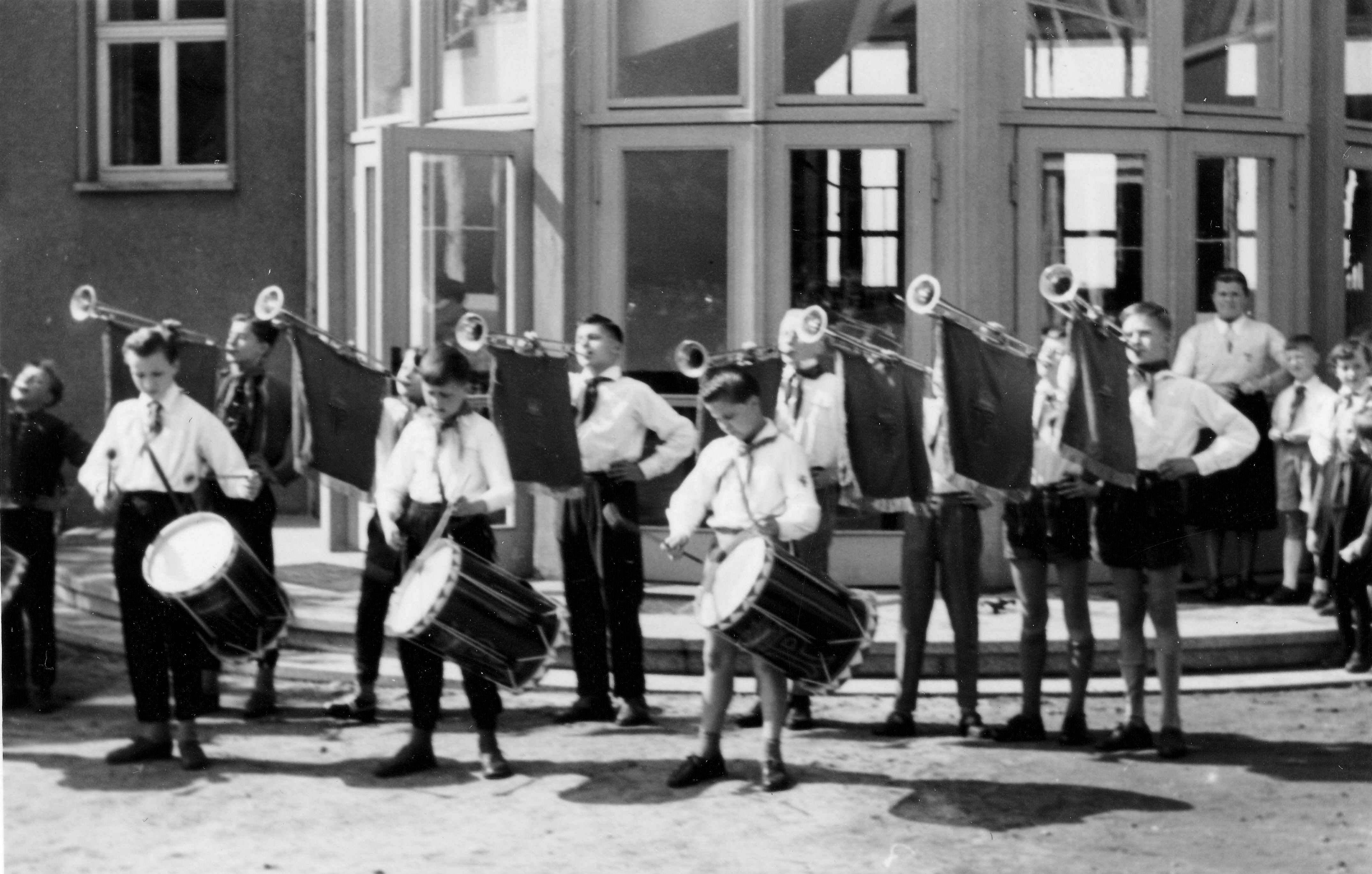
Pioneros en 1960.

La membresía tanto en los jóvenes pioneros como en los pioneros de Thälmann era voluntaria. La mayoría de los niños simplemente seguían a los demás a instancia de un maestro, de manera que casi todos los niños de cada clase escolar se unieron al movimiento, aunque siempre hubo algunos que no lo hicieron, por ejemplo porque sus padres eran religiosos o porque no querían unirse al partido. Se requería al menos un año de membresía en los "jóvenes pioneros" antes de unirse a los "pioneros de Thälmann", los niños se podían unir a los jóvenes pioneros a partir de los seis años y a partir de los diez años se unían a los pioneros de Thälmann. 
La organización de pioneros alemanes formaba parte de la Juventud Libre Alemana (en alemán: Freie Deutsche Jugend) (FDJ), el movimiento juvenil de la antigua Alemania oriental. En la RDA los maestros enseñaban a los escolares de entre 6 y 14 años la ideología comunista, y los preparaban para ser miembros de la Juventud Libre Alemana (FDJ), y la membresía en los pioneros de Thälmann era requisito básico para unirse a la FDJ. Esto resultaba muy demandado pues para varios jóvenes que no se unieron a la FDJ, más tarde les resultó difícil seguir el curso universitario de su elección, o poder viajar libremente. La organización era parecida al movimiento de los exploradores y a otras organizaciones similares.

## Presidentes de la Organización de Pioneros
- Margot Honecker (1949 - 1955)
- Heinz Plöger (1955 - 1957)
- Robert Lehmann (1957 - 1964)
- Werner Engst (1964 - 8 de febrero de 1971)
- Egon Krenz (8 de febrero de 1971 - 9 de enero de 1974)
- Helga Labs (9 de enero de 1974 - diciembre de 1985)
- Wilfried Poßner (diciembre de 1985 - noviembre de 1989)
- Birgit Gappa (noviembre de 1989 - 1990)

## Actividades

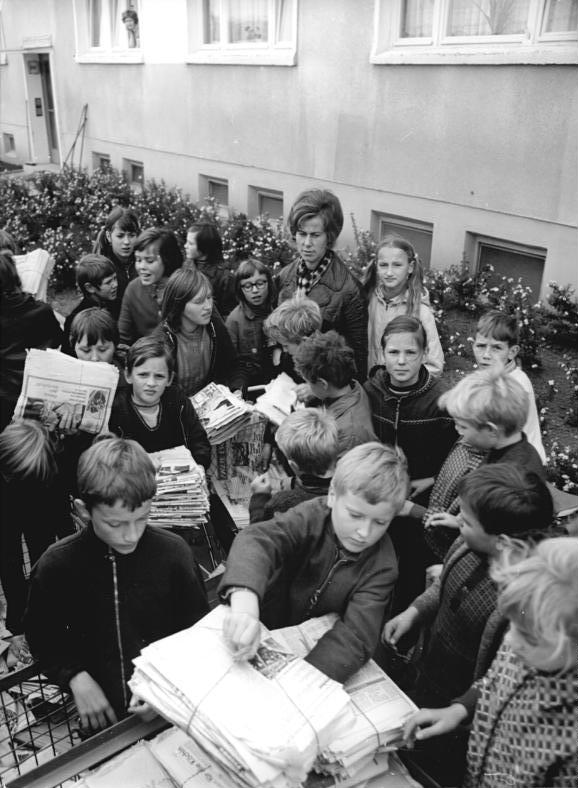
Reciclaje de papel en Berlín Este, en 1973.

Banderín de la organización.

Los pioneros participaban en una amplia gama de actividades que incluían deportes, ceremonias, actuaciones, reuniones y recolección de residuos por diferentes causas. Los niños con sus uniformes y su entusiasmo, fueron un acompañamiento atractivo para los aniversarios y los festivales de la antigua RDA. En 1966, una delegación de los pioneros de Thälmann y de la Juventud Libre Alemana, entregó simbólicamente un montón de claveles rojos en honor del XX aniversario del Partido Socialista Unificado de Alemania (SED). 
Además de presentar una cara juvenil y positiva del comunismo de la RDA al mundo exterior, estas actividades también fueron diseñadas para transmitir el mensaje ideológico del socialismo a los niños participantes. Así, en 1971 se llevó a cabo una acción de solidaridad, y los pioneros recogieron un millón de rosas para pedir la liberación de la militante comunista afroestadounidense Angela Davis. En 1973, el Festival Mundial de la Juventud y los Estudiantes celebrado en Berlín tenía el siguiente lema: "Por la solidaridad antiimperialista, por la paz y la amistad".  
El movimiento tenía como objetivo adicional familiarizar a los jóvenes pioneros con la política del partido de gobierno de la RDA. Las tardes pasadas en el grupo pionero consistían en una mezcla de aventuras, enseñanza del socialismo y defensa de la nación alemana. Durante los meses de verano, los niños iban a campamentos de pioneros, allí los niños se entrenaban de forma parecida a los grupos de exploradores, e imitaban hasta cierto punto a otros grupos juveniles como los Wandervogel de Alemania occidental. Los pioneros de Thälmann solían ir a campamentos internacionales, estos campamentos tenían la intención de fomentar la amistad entre las naciones de Europa oriental y la antigua Unión Soviética. Para lemas, actividades de diversión, y entrenamientos, la jefatura de los jóvenes pioneros se basaba parcialmente en el Movimiento de los Exploradores de Robert Baden-Powell.